# 파주 (영화)
"파주"는 박찬옥 감독이 제작한 영화이다.

## 줄거리
2003년 3월에 몇 해 동안의 인도 여행을 마치고 고향 파주로 돌아온 최은모는 언니의 사고사가 자신이 알고 있던 사실과 다르다는 것과 언니의 남편인 김중식이 자신 앞으로 보험금을 남겨놓았다는 소식을 듣게 된다.
1996년 봄에 은모의 언니 최은수가 서울에서 온 대학생 김중식을 좋아하기 시작할 때부터 은모는 중식이 마음에 안들었지만 결국 언니는 그와 결혼한다. 돈을 벌어오겠다고 은모가 가출한 사이 언니는 사고로 목숨을 잃고 어른인 중식의 보호가 필요하다는 것을 받아들인 은모는 그와 함께 살아가기로 결심한다.
2000년 겨울에 은모와 중식이 서로에게 유일한 가족으로 살아가던 어느 날, 은모는 자신이 중식을 사랑하고 있음을 깨닫고 두려운 마음에 중식이 없는 사이 그는 또 다시 떠나버린다. 2003년 봄에는 3년 만에 돌아온 파주에서 김중식은 변함없는 모습으로 같은 자리에서 은모를 기다리고 있었다. 은모는 그를 향해 흔들리는 마음을 다잡기 위해 언니의 죽음에 대한 진실을 파헤치는 것에 끝까지 매달린다.

## 캐스팅
- 이선균 : 김중식 역
- 서우 : 최은모 역
- 심이영 : 최은수 역
- 한예리 : 미애 역
- 정만식 : 철거민 4 역
- 김서원 : 철거민 5 역
- 이경호 : 철거민 6 역
- 김한준 : 철거민 7 역
- 송요셉 : 택시기사 1 역
- 석정만 : 택시기사 2 역
- 오대환 : 보험 조사관 역
- 박진수 : 보험사 직원 역
- 이미도 : 인권사랑방 간사 역
- 공병철 : 어깨 1 역
- 이경영 : 보스 역 (특별출연)
- 이대연 : 목사, 두만 역 (특별출연)
- 김보경 : 정자영 역 (특별출연)
- 우현 : 미애부 역 (특별출연)
- 이봉규 : 1층 아저씨 역 (특별출연)